# Rimelia clavulifera
Rimelia clavulifera är en lavart som först beskrevs av Räsänen, och fick sitt nu gällande namn av Kurok. Rimelia clavulifera ingår i släktet Rimelia och familjen Parmeliaceae.   Inga underarter finns listade i Catalogue of Life.